# Lori Triolo
 (avril 2024).
Si vous disposez d'ouvrages ou d'articles de référence ou si vous connaissez des sites web de qualité traitant du thème abordé ici, merci de compléter l'article en donnant les références utiles à sa vérifiabilité et en les liant à la section « Notes et références ».
Lori Triolo est une actrice américaine, née dans le Queens, à New York (États-Unis).

## Filmographie

### Cinéma
- 1995 : For a Few Lousy Dollars - Jasmine
- 1997 : Drive, She Said - Jo
- 1997 : The Second Coming - Une célibataire (court-métrage)
- 2001 : Ignition - L'ex femme de Russo
- 2002 : Liebe auf den 2. Blick - Alexandra
- 2005 : Break a Leg - Cathy
- 2006 : L'Oiseau mort - Smokey (court-métrage)
- 2007 : We're So Screwed - Kate (court-métrage)
- 2007 : Congestion of the Brain - Professeur (court-métrage)
- 2008 : Jeux de mains - Gina Santer
- 2008 : Cross Words - Marsha  (court-métrage)
- 2009 : The Zero Sum - Tracy
- 2009 : Smile of April - Lori Baines
- 2009 : The Mechanic - Nina (court-métrage)
- 2009 : Big Head - La mère de Billy (court-métrage)
- 2010 : Amy's End - Amy (court-métrage)
- 2010 : Here and Now - Lily Walters (court-métrage)
- 2011 : Theatrics - Samantha Donnelly (court-métrage)
- 2012 : Christmas Miracle - Madeleine
- 2013 : Barbie : Rêve de danseuse étoile - Madame Katerina
- 2014 : Mina.Minerva - Divinity (court-métrage)
- 2016 : Candiland - Leesha
- 2019 : A.M.I. - Nancy
- 2022 : Bullet Proof - Dr. Zimmerman

### Télévision

#### Séries
- 1995 : La Légende d'Hawkeye - Emma Sykes (1 épisode)
- 1995 : X-Files : Aux frontières du réel - Diane (1 épisode)
- 1996 : The Sentinel - Emily Carson (1 épisode)
- 1996 : Sliders : Les Mondes parallèles - La Padrona (1 épisode)
- 1996 : Poltergeist : Les Aventuriers du surnaturel - Connie (1 épisode)
- 1997 : Two - Margo Reese (1 épisode)
- 1997 : Viper - Gloria Rafferty (1 épisode)
- 1998-1999 : Cold Squad, brigade spéciale - Détective Jackie Cortez (15 épisodes)
- 2000 : Skullduggery - Sadie Winters (1 épisode)
- 2002 : Coroner Da Vinci - Amanda (1 épisode)
- 2004-2005 : The L Word - Galeriste / Conservatrice (2 épisodes)
- 2004-2005 : Les 4400 - Linda Baldwin (7 épisodes)
- 2006 : Men in Trees : Leçons de séduction - Merril (1 épisode)
- 2006 : Alice, I Think - Geraldine (13 épisodes)
- 2007 : Kaya - Addison Stern (1 épisode)
- 2007 : Kyle XY - Detective Myatt (1 épisode)
- 2007 : Masters of Science Fiction - Harmony Teet (1 épisode)
- 2008 : Battlestar Galactica - Phoebe (1 épisode)
- 2010-2011 : Smallville - Lieutenant Trotter (3 épisodes)
- 2011 : Fringe - Karen (1 épisode)
- 2011 : Om Inc. - Shanti (2 épisodes)
- 2011 : Supernatural - Leviathan (2 épisodes)
- 2012 : Cast Away - Edna (1 épisode)
- 2012 : Continuum - Examinatrice médical (1 épisode)
- 2012-2013 : Blackstone - Detective Hutch (8 épisodes)
- 2013 : Rogue - Rita (1 épisode)
- 2019 : Riverdale - Agent Ordelia (2 épisodes)

#### Téléfilms
- 1994 : Un amour oublié - Marvel
- 1997 : Intensity - Lori
- 1997 : Double Écho - Alise
- 1997 : La Météorite du siècle - Martinez
- 1997 : La Trahison du père - Katherine Trentini
- 1998 : Killers in the House - Kendall Dupree
- 2004 : La Parfaite Maîtresse - Jane Robson
- 2006 : La Peur d'un rêve - Pam
- 2007 : Au nom de la passion - Munez
- 2011 : Une vie pour une vie - Detective Carter
- 2011 : Le Jugement dernier - Propriétaire du café
- 2013 : Chapeau bas Père Noël! - Joann
- 2014 : Une passion à 3 étoiles - April
- 2014 : Le Mari de ma meilleure amie - La femme saoule

## Voix françaises
- Dorothée Jemma dans :
  - Cold Squad, brigade spéciale (1998-1999)
  - Smallville (2010-2011)

- Odile Schmitt dans Kyle XY (2007)